# Walter Weiss
Walter-Otto Weiss (Deggendorf, 5 settembre 1890 – Aschaffenburg, 21 dicembre 1967) è stato un generale tedesco, comandante dell'Heeresgruppe Nord sul fronte orientale nel 1945.

## Biografia
Allo scoppio della seconda guerra mondiale, Weiss partecipa alla campagna di Polonia come comandante del 1º corpo d'armata.
Promosso generale, viene trasferito sul fronte orientale dove partecipa all'operazione Barbarossa.
Al termine della guerra verrà arrestato dall'esercito americano e detenuto come prigioniero di guerra fino al 1948.

## Gradi ricoperti e promozioni
- Hauptmann (15 luglio 1918)
- Oberst (1º marzo 1937)
- Generalmajor (1º settembre 1940)
- Generalleutnant (1º agosto 1942)
- General der Infanterie (1º settembre 1942)
- Generaloberst (30 gennaio 1944)